# Saldula orthochila
Saldula orthochila är en insektsart som först beskrevs av Franz Xaver Fieber 1859.  Saldula orthochila ingår i släktet Saldula, och familjen strandskinnbaggar. Arten är reproducerande i Sverige.